# Kurniawan Karman
Kurniawan Karman (sinh ngày 29 tháng 3 năm 1991) là một cầu thủ bóng đá người Indonesia hiện tại thi đấu ở vị trí tiền vệ cho Persiba Balikpapan ở Indonesia Soccer Championship.

## Sự nghiệp
Anh thi đấu cho Pro Duta trước khi chuyển đến PSM Makassar năm 2012.

## Sự nghiệp quốc tế
Anh từng thi đấu cho nhiều cấp độ ở đội tuyển quốc gia.

## Danh hiệu

### Câu lạc bộ
Persebaya Surabaya
Vô địch
- Liga 2: 2017